# Zaza Gogava
Zaza Gogava (Municipalità di Khoni, 14 luglio 1971) è un generale georgiano, generale di brigata delle Forze terrestri georgiane. Ha servito come capo dello staff congiunto delle Forze armate georgiane dal novembre del 2006 al novembre del 2008 e come capo della Polizia di confine georgiana dal novembre 2008 al luglio 2012.

## Biografia
Gogava ha prestato il servizio militare obbligatorio nelle forze motorizzate di fucilieri dell'Esercito sovietico dal 1989 al 1990. È stato uno dei primi coscritti di origini georgiane a disertare dalle forze sovietiche. Si è laureato all'Università tecnica di stato di Tbilisi nel 1994 e ha cominciato la sua carriera nel gruppo speciale di task force "Omega" all'interno delle forze di sicurezza georgiane nel 1995. È da quel momento che ha servito in varie unità anti-terroristiche e speciali, ed è stato ulteriormente addestrato negli Stati Uniti tra il 1995 e il 2002. Gogava è stato nominato comandante della divisione di contro-terrorismo e del centro di operazioni speciali nel 2003, e della divisione speciale di polizia nominata in onore del generale G. Gulua nel 2004. È stato nominato comandante delle forze di operazioni speciali georgiane del ministero della difesa georgiano nel 2004, e vice-capo dello staff generale delle forze armate della Georgia nel 2006. Dopo il rimpasto del ministero della difesa nel 2006, Gogava è divenuto capo dello staff congiunto delle Forze armate della Georgia.
il presidente georgiano Mikheil Saak'ashvili ha sostituito Gogava nel novembre del 2008, citando delle "carenze" durante la guerra contro la Russia che andavano discusse. In seguito Gogava è stato nominato capo della polizia di confine, al posto di Badri Bitsadze, che aveva precedentemente annunciato le sue dimissioni. Gogava ha servito in quella posizione fino all'ennesimo rimpasto del ministero degli interni nel luglio 2012.